# 1537
Portal Geschichte | Portal Biografien | Aktuelle Ereignisse | Jahreskalender | Tagesartikel

◄ |
15. Jahrhundert |
16. Jahrhundert
| 17. Jahrhundert | ►

◄ |
1500er |
1510er |
1520er |
1530er
| 1540er | 1550er | 1560er | ►

◄◄ |
◄ |
1533 |
1534 |
1535 |
1536 |
1537
| 1538 | 1539 | 1540 | 1541 | ► | ►►
Staatsoberhäupter  · Nekrolog   · Musikjahr
| Januar | Januar | Januar | Januar | Januar | Januar | Januar | Januar |
| Kw     | Mo     | Di     | Mi     | Do     | Fr     | Sa     | So     |
| 1      | 1      | 2      | 3      | 4      | 5      | 6      | 7      |
| 2      | 8      | 9      | 10     | 11     | 12     | 13     | 14     |
| 3      | 15     | 16     | 17     | 18     | 19     | 20     | 21     |
| 4      | 22     | 23     | 24     | 25     | 26     | 27     | 28     |
| 5      | 29     | 30     | 31     |        |        |        |        |
| ------ | ------ | ------ | ------ | ------ | ------ | ------ | ------ |

| Februar | Februar | Februar | Februar | Februar | Februar | Februar | Februar |
| Kw      | Mo      | Di      | Mi      | Do      | Fr      | Sa      | So      |
| 5       |         |         |         | 1       | 2       | 3       | 4       |
| 6       | 5       | 6       | 7       | 8       | 9       | 10      | 11      |
| 7       | 12      | 13      | 14      | 15      | 16      | 17      | 18      |
| 8       | 19      | 20      | 21      | 22      | 23      | 24      | 25      |
| 9       | 26      | 27      | 28      |         |         |         |         |
| ------- | ------- | ------- | ------- | ------- | ------- | ------- | ------- |

| März | März | März | März | März | März | März | März |
| Kw   | Mo   | Di   | Mi   | Do   | Fr   | Sa   | So   |
| 9    |      |      |      | 1    | 2    | 3    | 4    |
| 10   | 5    | 6    | 7    | 8    | 9    | 10   | 11   |
| 11   | 12   | 13   | 14   | 15   | 16   | 17   | 18   |
| 12   | 19   | 20   | 21   | 22   | 23   | 24   | 25   |
| 13   | 26   | 27   | 28   | 29   | 30   | 31   |      |
| ---- | ---- | ---- | ---- | ---- | ---- | ---- | ---- |

| April | April | April | April | April | April | April | April |
| Kw    | Mo    | Di    | Mi    | Do    | Fr    | Sa    | So    |
| 13    |       |       |       |       |       |       | 1     |
| 14    | 2     | 3     | 4     | 5     | 6     | 7     | 8     |
| 15    | 9     | 10    | 11    | 12    | 13    | 14    | 15    |
| 16    | 16    | 17    | 18    | 19    | 20    | 21    | 22    |
| 17    | 23    | 24    | 25    | 26    | 27    | 28    | 29    |
| 18    | 30    |       |       |       |       |       |       |
| ----- | ----- | ----- | ----- | ----- | ----- | ----- | ----- |

| Mai | Mai | Mai | Mai | Mai | Mai | Mai | Mai |
| Kw  | Mo  | Di  | Mi  | Do  | Fr  | Sa  | So  |
| 18  |     | 1   | 2   | 3   | 4   | 5   | 6   |
| 19  | 7   | 8   | 9   | 10  | 11  | 12  | 13  |
| 20  | 14  | 15  | 16  | 17  | 18  | 19  | 20  |
| 21  | 21  | 22  | 23  | 24  | 25  | 26  | 27  |
| 22  | 28  | 29  | 30  | 31  |     |     |     |
| --- | --- | --- | --- | --- | --- | --- | --- |

| Juni | Juni | Juni | Juni | Juni | Juni | Juni | Juni |
| Kw   | Mo   | Di   | Mi   | Do   | Fr   | Sa   | So   |
| 22   |      |      |      |      | 1    | 2    | 3    |
| 23   | 4    | 5    | 6    | 7    | 8    | 9    | 10   |
| 24   | 11   | 12   | 13   | 14   | 15   | 16   | 17   |
| 25   | 18   | 19   | 20   | 21   | 22   | 23   | 24   |
| 26   | 25   | 26   | 27   | 28   | 29   | 30   |      |
| ---- | ---- | ---- | ---- | ---- | ---- | ---- | ---- |

| Juli | Juli | Juli | Juli | Juli | Juli | Juli | Juli |
| Kw   | Mo   | Di   | Mi   | Do   | Fr   | Sa   | So   |
| 26   |      |      |      |      |      |      | 1    |
| 27   | 2    | 3    | 4    | 5    | 6    | 7    | 8    |
| 28   | 9    | 10   | 11   | 12   | 13   | 14   | 15   |
| 29   | 16   | 17   | 18   | 19   | 20   | 21   | 22   |
| 30   | 23   | 24   | 25   | 26   | 27   | 28   | 29   |
| 31   | 30   | 31   |      |      |      |      |      |
| ---- | ---- | ---- | ---- | ---- | ---- | ---- | ---- |

| August | August | August | August | August | August | August | August |
| Kw     | Mo     | Di     | Mi     | Do     | Fr     | Sa     | So     |
| 31     |        |        | 1      | 2      | 3      | 4      | 5      |
| 32     | 6      | 7      | 8      | 9      | 10     | 11     | 12     |
| 33     | 13     | 14     | 15     | 16     | 17     | 18     | 19     |
| 34     | 20     | 21     | 22     | 23     | 24     | 25     | 26     |
| 35     | 27     | 28     | 29     | 30     | 31     |        |        |
| ------ | ------ | ------ | ------ | ------ | ------ | ------ | ------ |

| September | September | September | September | September | September | September | September |
| Kw        | Mo        | Di        | Mi        | Do        | Fr        | Sa        | So        |
| 35        |           |           |           |           |           | 1         | 2         |
| 36        | 3         | 4         | 5         | 6         | 7         | 8         | 9         |
| 37        | 10        | 11        | 12        | 13        | 14        | 15        | 16        |
| 38        | 17        | 18        | 19        | 20        | 21        | 22        | 23        |
| 39        | 24        | 25        | 26        | 27        | 28        | 29        | 30        |
| --------- | --------- | --------- | --------- | --------- | --------- | --------- | --------- |

| Oktober | Oktober | Oktober | Oktober | Oktober | Oktober | Oktober | Oktober |
| Kw      | Mo      | Di      | Mi      | Do      | Fr      | Sa      | So      |
| 40      | 1       | 2       | 3       | 4       | 5       | 6       | 7       |
| 41      | 8       | 9       | 10      | 11      | 12      | 13      | 14      |
| 42      | 15      | 16      | 17      | 18      | 19      | 20      | 21      |
| 43      | 22      | 23      | 24      | 25      | 26      | 27      | 28      |
| 44      | 29      | 30      | 31      |         |         |         |         |
| ------- | ------- | ------- | ------- | ------- | ------- | ------- | ------- |

| November | November | November | November | November | November | November | November |
| Kw       | Mo       | Di       | Mi       | Do       | Fr       | Sa       | So       |
| 44       |          |          |          | 1        | 2        | 3        | 4        |
| 45       | 5        | 6        | 7        | 8        | 9        | 10       | 11       |
| 46       | 12       | 13       | 14       | 15       | 16       | 17       | 18       |
| 47       | 19       | 20       | 21       | 22       | 23       | 24       | 25       |
| 48       | 26       | 27       | 28       | 29       | 30       |          |          |
| -------- | -------- | -------- | -------- | -------- | -------- | -------- | -------- |

| Dezember | Dezember | Dezember | Dezember | Dezember | Dezember | Dezember | Dezember |
| Kw       | Mo       | Di       | Mi       | Do       | Fr       | Sa       | So       |
| 48       |          |          |          |          |          | 1        | 2        |
| 49       | 3        | 4        | 5        | 6        | 7        | 8        | 9        |
| 50       | 10       | 11       | 12       | 13       | 14       | 15       | 16       |
| 51       | 17       | 18       | 19       | 20       | 21       | 22       | 23       |
| 52       | 24       | 25       | 26       | 27       | 28       | 29       | 30       |
| 1        | 31       |          |          |          |          |          |          |
| -------- | -------- | -------- | -------- | -------- | -------- | -------- | -------- |

| Januar | Januar | Januar | Januar | Januar | Januar | Januar | Januar |
| Kw     | Mo     | Di     | Mi     | Do     | Fr     | Sa     | So     |
| 1      | 1      | 2      | 3      | 4      | 5      | 6      | 7      |
| 2      | 8      | 9      | 10     | 11     | 12     | 13     | 14     |
| 3      | 15     | 16     | 17     | 18     | 19     | 20     | 21     |
| 4      | 22     | 23     | 24     | 25     | 26     | 27     | 28     |
| 5      | 29     | 30     | 31     |        |        |        |        |
| ------ | ------ | ------ | ------ | ------ | ------ | ------ | ------ |

| Februar | Februar | Februar | Februar | Februar | Februar | Februar | Februar |
| Kw      | Mo      | Di      | Mi      | Do      | Fr      | Sa      | So      |
| 5       |         |         |         | 1       | 2       | 3       | 4       |
| 6       | 5       | 6       | 7       | 8       | 9       | 10      | 11      |
| 7       | 12      | 13      | 14      | 15      | 16      | 17      | 18      |
| 8       | 19      | 20      | 21      | 22      | 23      | 24      | 25      |
| 9       | 26      | 27      | 28      |         |         |         |         |
| ------- | ------- | ------- | ------- | ------- | ------- | ------- | ------- |

| März | März | März | März | März | März | März | März |
| Kw   | Mo   | Di   | Mi   | Do   | Fr   | Sa   | So   |
| 9    |      |      |      | 1    | 2    | 3    | 4    |
| 10   | 5    | 6    | 7    | 8    | 9    | 10   | 11   |
| 11   | 12   | 13   | 14   | 15   | 16   | 17   | 18   |
| 12   | 19   | 20   | 21   | 22   | 23   | 24   | 25   |
| 13   | 26   | 27   | 28   | 29   | 30   | 31   |      |
| ---- | ---- | ---- | ---- | ---- | ---- | ---- | ---- |

| April | April | April | April | April | April | April | April |
| Kw    | Mo    | Di    | Mi    | Do    | Fr    | Sa    | So    |
| 13    |       |       |       |       |       |       | 1     |
| 14    | 2     | 3     | 4     | 5     | 6     | 7     | 8     |
| 15    | 9     | 10    | 11    | 12    | 13    | 14    | 15    |
| 16    | 16    | 17    | 18    | 19    | 20    | 21    | 22    |
| 17    | 23    | 24    | 25    | 26    | 27    | 28    | 29    |
| 18    | 30    |       |       |       |       |       |       |
| ----- | ----- | ----- | ----- | ----- | ----- | ----- | ----- |

| Mai | Mai | Mai | Mai | Mai | Mai | Mai | Mai |
| Kw  | Mo  | Di  | Mi  | Do  | Fr  | Sa  | So  |
| 18  |     | 1   | 2   | 3   | 4   | 5   | 6   |
| 19  | 7   | 8   | 9   | 10  | 11  | 12  | 13  |
| 20  | 14  | 15  | 16  | 17  | 18  | 19  | 20  |
| 21  | 21  | 22  | 23  | 24  | 25  | 26  | 27  |
| 22  | 28  | 29  | 30  | 31  |     |     |     |
| --- | --- | --- | --- | --- | --- | --- | --- |

| Juni | Juni | Juni | Juni | Juni | Juni | Juni | Juni |
| Kw   | Mo   | Di   | Mi   | Do   | Fr   | Sa   | So   |
| 22   |      |      |      |      | 1    | 2    | 3    |
| 23   | 4    | 5    | 6    | 7    | 8    | 9    | 10   |
| 24   | 11   | 12   | 13   | 14   | 15   | 16   | 17   |
| 25   | 18   | 19   | 20   | 21   | 22   | 23   | 24   |
| 26   | 25   | 26   | 27   | 28   | 29   | 30   |      |
| ---- | ---- | ---- | ---- | ---- | ---- | ---- | ---- |

| Juli | Juli | Juli | Juli | Juli | Juli | Juli | Juli |
| Kw   | Mo   | Di   | Mi   | Do   | Fr   | Sa   | So   |
| 26   |      |      |      |      |      |      | 1    |
| 27   | 2    | 3    | 4    | 5    | 6    | 7    | 8    |
| 28   | 9    | 10   | 11   | 12   | 13   | 14   | 15   |
| 29   | 16   | 17   | 18   | 19   | 20   | 21   | 22   |
| 30   | 23   | 24   | 25   | 26   | 27   | 28   | 29   |
| 31   | 30   | 31   |      |      |      |      |      |
| ---- | ---- | ---- | ---- | ---- | ---- | ---- | ---- |

| August | August | August | August | August | August | August | August |
| Kw     | Mo     | Di     | Mi     | Do     | Fr     | Sa     | So     |
| 31     |        |        | 1      | 2      | 3      | 4      | 5      |
| 32     | 6      | 7      | 8      | 9      | 10     | 11     | 12     |
| 33     | 13     | 14     | 15     | 16     | 17     | 18     | 19     |
| 34     | 20     | 21     | 22     | 23     | 24     | 25     | 26     |
| 35     | 27     | 28     | 29     | 30     | 31     |        |        |
| ------ | ------ | ------ | ------ | ------ | ------ | ------ | ------ |

| September | September | September | September | September | September | September | September |
| Kw        | Mo        | Di        | Mi        | Do        | Fr        | Sa        | So        |
| 35        |           |           |           |           |           | 1         | 2         |
| 36        | 3         | 4         | 5         | 6         | 7         | 8         | 9         |
| 37        | 10        | 11        | 12        | 13        | 14        | 15        | 16        |
| 38        | 17        | 18        | 19        | 20        | 21        | 22        | 23        |
| 39        | 24        | 25        | 26        | 27        | 28        | 29        | 30        |
| --------- | --------- | --------- | --------- | --------- | --------- | --------- | --------- |

| Oktober | Oktober | Oktober | Oktober | Oktober | Oktober | Oktober | Oktober |
| Kw      | Mo      | Di      | Mi      | Do      | Fr      | Sa      | So      |
| 40      | 1       | 2       | 3       | 4       | 5       | 6       | 7       |
| 41      | 8       | 9       | 10      | 11      | 12      | 13      | 14      |
| 42      | 15      | 16      | 17      | 18      | 19      | 20      | 21      |
| 43      | 22      | 23      | 24      | 25      | 26      | 27      | 28      |
| 44      | 29      | 30      | 31      |         |         |         |         |
| ------- | ------- | ------- | ------- | ------- | ------- | ------- | ------- |

| November | November | November | November | November | November | November | November |
| Kw       | Mo       | Di       | Mi       | Do       | Fr       | Sa       | So       |
| 44       |          |          |          | 1        | 2        | 3        | 4        |
| 45       | 5        | 6        | 7        | 8        | 9        | 10       | 11       |
| 46       | 12       | 13       | 14       | 15       | 16       | 17       | 18       |
| 47       | 19       | 20       | 21       | 22       | 23       | 24       | 25       |
| 48       | 26       | 27       | 28       | 29       | 30       |          |          |
| -------- | -------- | -------- | -------- | -------- | -------- | -------- | -------- |

| Dezember | Dezember | Dezember | Dezember | Dezember | Dezember | Dezember | Dezember |
| Kw       | Mo       | Di       | Mi       | Do       | Fr       | Sa       | So       |
| 48       |          |          |          |          |          | 1        | 2        |
| 49       | 3        | 4        | 5        | 6        | 7        | 8        | 9        |
| 50       | 10       | 11       | 12       | 13       | 14       | 15       | 16       |
| 51       | 17       | 18       | 19       | 20       | 21       | 22       | 23       |
| 52       | 24       | 25       | 26       | 27       | 28       | 29       | 30       |
| 1        | 31       |          |          |          |          |          |          |
| -------- | -------- | -------- | -------- | -------- | -------- | -------- | -------- |

## Ereignisse

### Politik und Weltgeschehen

#### Italien

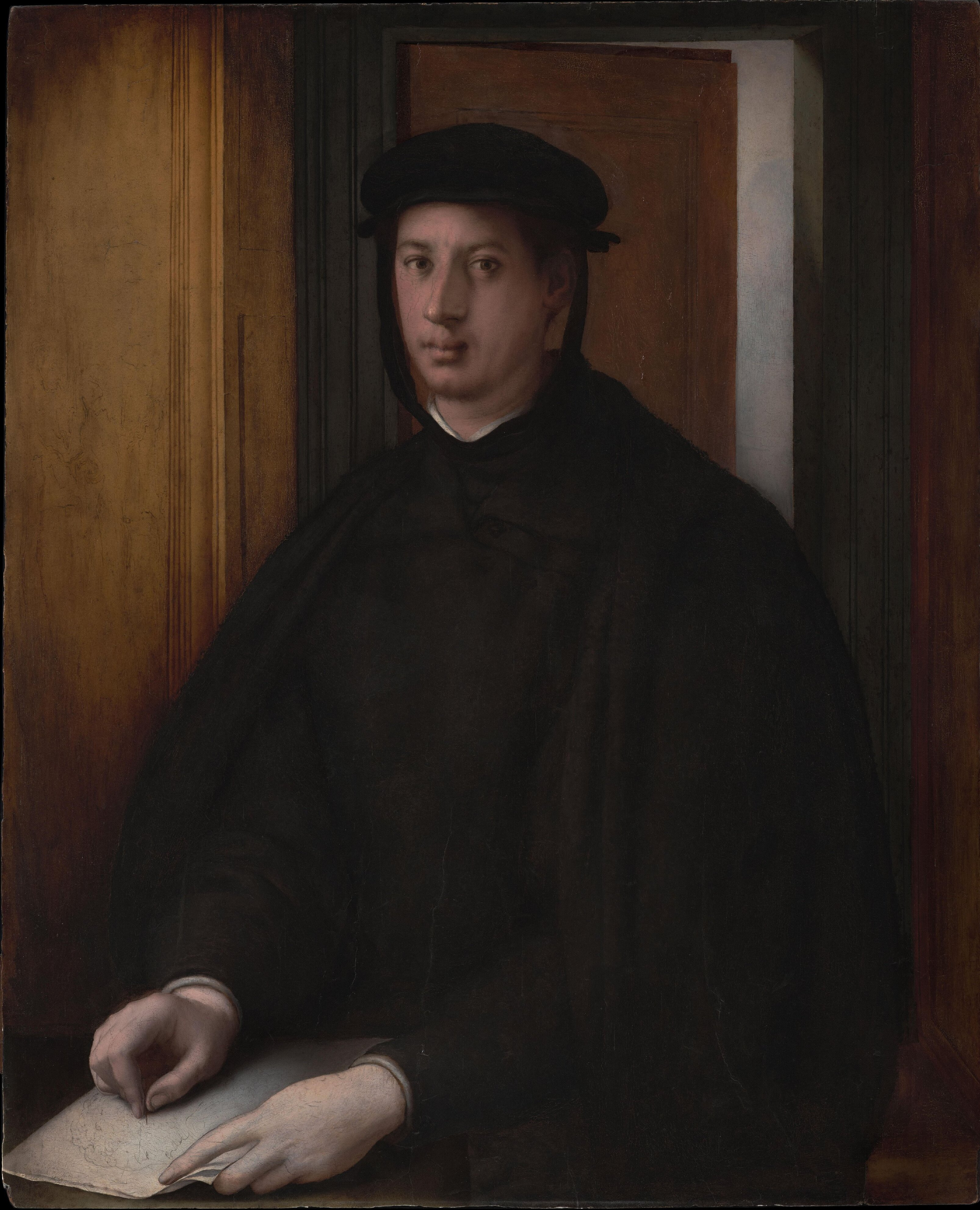
Alessandro de’ Medici

- 6. Januar: Alessandro de’ Medici wird Opfer eines Attentats durch seinen entfernt verwandten Vetter Lorenzino de’ Medici. Es gelingt der republikanischen Opposition um Filippo Strozzi den Jüngeren, die die Tat als Tyrannenmord feiert, jedoch nicht, die Macht in Florenz an sich zu ziehen. Der siebzehnjährige Cosimo I. de’ Medici wird neuer Herr von Florenz und Herzog der Toskana. Er besiegt die republikanische Armee unter Filippos Sohn Piero Strozzi und Bernardo Salviati am 1. August in der Schlacht von Montemurlo. Die Anführer der Aufständischen werden am 20. August hingerichtet. Filippo Strozzi kommt am 18. Dezember in seiner Zelle in der Fortezza da Basso unter ungeklärten Umständen ums Leben.

#### Türkenkriege
- Mai: Mit einer seit dem Tunisfeldzug aufgerüsteten Flotte unter dem von Sultan Süleyman I. beauftragten Admiral Khair ad-Din Barbarossa erobern die Osmanen zahlreiche Ägäische Inseln wie Santorin, Naxos, Kasos, Tinos und Karpathos, und machen die meisten anderen tributpflichtig. Die Republik Venedig unter dem Dogen Andrea Gritti und die christliche Bundesflotte unter Admiral Andrea Doria haben der osmanischen Übermacht nichts entgegenzusetzen.

#### Weitere Ereignisse in Europa
- 16. Januar: Da sich König Heinrich VIII. von England nicht an die Zugeständnisse hält, die er im Vorjahr an die Aufständischen der Pilgrimage of Grace gemacht hat, bricht ein neuerlicher Aufstand unter Francis Bigod aus. Der Aufstand wird blutig niedergeschlagen, die Anführer in Gerichtsverhandlungen im Mai zum Tode verurteilt. Robert Aske, der Führer der Pilgrimage, wird am 12. Juli gehenkt.
- 23. Februar: Karl I. begründet die heutige Infantería de Marina Spaniens.
- Der Hühnerkrieg, eine anti-royalistische und anti-absolutistische Rebellion der polnischen Szlachta, des mittleren und niederen Adels mit Zentrum im heutigen Galizien in Polen, endet bald mit kleineren Zugeständnissen von König Sigismund I., weil der polnische Adel in sich zerstritten ist.

#### Amerika
- Februar: Der spanische Konquistador Juan de Ayolas gründet im Mündungsgebiet des Río Blanco in den Río Paraguay das Fort von Candelaria. Die Expedition dringt in der Folge weiter ins Landesinnere bis ins Gebiet des Gran Chaco vor.
- 12. März: Die Portugiesen besiedeln erstmals die Gegend des heutigen Recife.
- 18. April: Die fast einjährige Belagerung von Cuzco durch die Inka unter Manco Cápac II. scheitert nach knapp einem Jahr, als Diego de Almagro von seiner Expedition nach Chile zurückkehrt.
- 3. Mai: Der Konquistador Alfonso de Heredia gründet auf dem Gebiet des Indianerstamms der Malibues mit deren Unterstützung im Namen des Gouverneurs von Cartagena, Juan de Santa Cruz, die Stadt Santa Cruz de Mompóx, die sich zu einer bedeutenden Stadt im Vizekönigreich Neugranada entwickelt.
- 15. Mai: Der Konquistador Juan de Salazar y Espinosa de los Monteros gründet auf Geheiß von Pedro de Mendoza am Río Paraguay das Fort Nuestra Señora Santa María de la Asunción, aus dem sich die Hauptstadt Paraguays entwickelt.
- 8. Dezember: Capitán Alonso de Cáceres gründet im Auftrag des Adelantado, Gouverneur von Yucatán, Francisco de Montejo, die Stadt Santa María de Comayagua im heutigen Honduras.

### Wirtschaft
- Im sächsischen Penig wird eine Papiermühle gegründet, die heutige Papierfabrik Penig.
- um 1537: Der Hustaler wird erstmals geprägt.

### Wissenschaft und Technik
- Paracelsus vollendet sein Hauptwerk Astronomia Magna.
- König Johann III. macht Coimbra zur einzigen Universitätsstadt Portugals. Die Universität Lissabon wird aufgelöst.

### Kultur und Gesellschaft

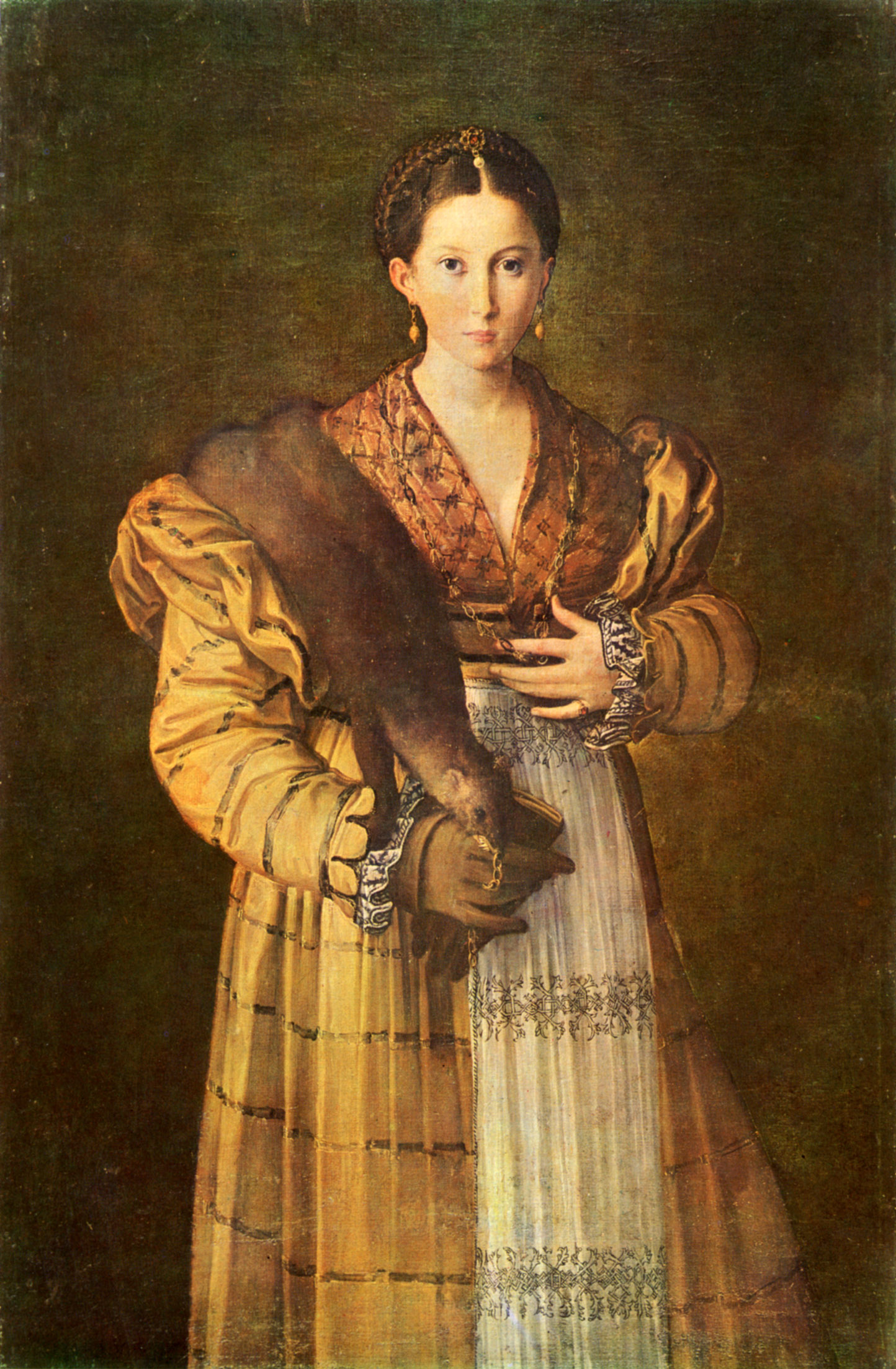
Porträt einer jungen Frau, genannt Anthea

- Parmigianino vollendet das in Öl auf Leinwand gemalte  Porträt einer jungen Frau, genannt Anthea.
- Der Buchdruck und die Papiermacherei kommen durch Johannes Soter ins Bergische Land; die bis 1996 noch existente Papiermühle und Druckerei gibt bedeutende Werke der Geisteswissenschaft heraus.
- Das Brettspiel für den „Langen Puff“ entsteht.

### Religion
- Johann VIII. von Maltitz wird nach dem Tod von Johann VII. von Schleinitz Bischof von Meißen.

#### Sublimis Deus
In der am 29. Mai verkündeten Bulle Sublimis Deus verbietet Papst Paul III. die Versklavung von Indianern und allen anderen Menschen. Der Papst wiederholt dabei seine Position, die er einen Monat zuvor in dem Brief Veritas ipsa vom 2. Mai an Kardinal Juan de Tavera, den Erzbischof von Toledo, vertreten hat. Paul III. erklärt, dass die Indianer vernunftbegabte Wesen mit einer Seele seien, und weist jede gegenteilige Behauptung als teuflisch zurück. Er verdammt ihre Erniedrigung zu Sklaven als null und nichtig, und das gelte für alle Völker, auch für bisher unentdeckte. Er gewährt ihnen das Recht auf Freiheit und Eigentum und schließt mit einem Aufruf für deren Christianisierung. Die Bulle hat einen starken Einfluss auf den Disput von Valladolid, und die in ihr ausgedrückten Prinzipien werden schließlich die offizielle Position von Karl V., obwohl diese häufig von den Siedlern und Konquistadoren ignoriert wird.

#### Eck-Bibel

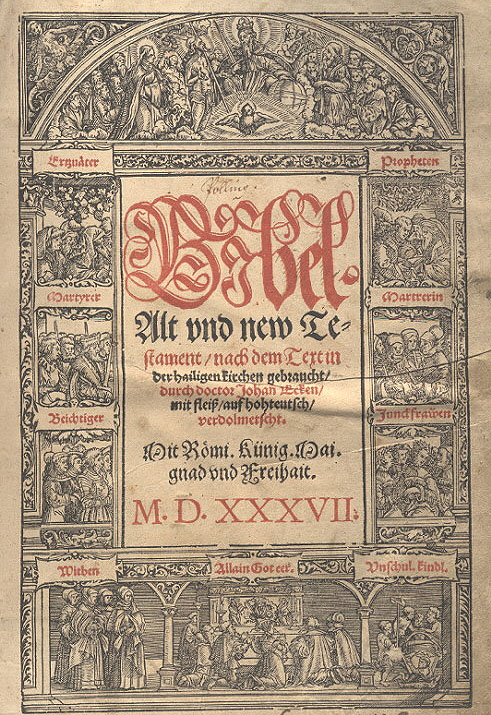
Bibel – Alt und new Testament von Johannes Eck, 1537

Der Ingolstädter Theologe Johannes Eck bringt eine deutschsprachige Übersetzung des Neuen und Alten Testaments heraus. Die Eck-Bibel ist als katholische Antwort auf die Lutherbibel von 1534 entstanden und wird deshalb zu den Korrekturbibeln gezählt. Er schreibt nicht in einem ostmitteldeutschen Sächsisch, sondern in einem sehr bairischen Oberdeutsch, ähnlich der Maximilianischen Kanzleisprache. Damit grenzt sich Eck nicht nur theologisch, sondern auch sprachlich von Martin Luther ab. Dieses Werk entstand im Auftrag des bayerischen Herzogs Wilhelm IV. und trägt den Titel Alt und new Testament, nach dem Text in der hailigen kirchen gebraucht, durch doctor Johan. Ecken, mit fleiß, an hohteutsch verdolmetscht. Der Teil des neuen Testaments orientiert sich bei Eck an der Übersetzung des Humanisten Hieronymus Emser von 1527 und basiert insgesamt auf der lateinischen Vulgata und nicht auf dem hebräischen und griechischen Urtexten wie bei Luther. Gewidmet ist seine Bibel dem Kardinal und Salzburger Erzbischof Matthäus Lang von Wellenburg.

## Geboren

### Januar bis August
- 16. Januar: Albrecht VII., Graf von Schwarzburg-Rudolstadt († 1605)
- 21. Januar: Antonmaria Salviati, Kardinal der Römischen Kirche  († 1602)
- 04. März: Longqing, Kaiser von China der Ming-Dynastie († 1572)
- 13. März: Francisco Verdugo, spanischer Marschall und Admiral, Statthalter der Spanischen Niederlande († 1595)
- 17. März: Toyotomi Hideyoshi, japanischer Feldherr und Politiker († 1598)
- 01. Mai: Jacob Horst, deutscher Mediziner († 1600)
- 20. Mai: Girolamo Fabrizio (auch: Hieronymus Fabricius), italienischer Anatom und Begründer der modernen Embryologie († 1619)
- 21. Mai: Jacob Spengler, Bürgermeister von St. Gallen († 1613)
- 27. Mai: Ludwig IV., Landgraf von Hessen-Marburg († 1604)
- 31. Mai: Ismail II., safawidischer Schah des Iran († 1577)
- 03. Juni: Johann Manuel, portugiesischer Thronfolger († 1554)
- 25. Juli: Johann Eglof von Knöringen, Bischof von Augsburg († 1575)
- 30. Juli: Christoph zu Mecklenburg, Administrator zu Ratzeburg und der Komturei Mirow († 1592)
- 31. August: Arnold Mercator, flämisch-deutscher Kartograph († 1587)

### September bis Dezember
- 09. September: Francesco Barozzi, venezianisch-kretischer Mathematiker und Philologe († 1604)
- September: Charles de Montmorency, duc de Damville, französischer Pair und Admiral von Frankreich († 1612)
- 12. Oktober: Eduard VI., König von England († 1553)
- 15. Oktober: Johannes Posthius, deutscher Arzt und Dichter († 1597)
- Oktober: Jane Grey, englische Adelige, Königin von England († 1554)
- 04. November: Jacob Flach, deutscher Mathematiker, Mediziner und Botaniker († 1611)
- 06. November: Elisabeth Magdalene, Markgräfin von Brandenburg, Herzogin von Braunschweig-Lüneburg († 1595)
- 21. November: Fadrique Álvarez de Toledo, 4. Herzog von Alba, spanischer Adeliger († 1583)
- 05. Dezember: Ashikaga Yoshiaki, japanischer Shōgun († 1597)
- 20. Dezember: Johann III., König von Schweden († 1592)
- 24. Dezember: Wilhelm IV. von dem Bergh, Reichsgraf von dem Bergh († 1586)
- 26. Dezember: Albrecht, Graf von Nassau-Weilburg († 1593)

### Genaues Geburtsdatum unbekannt
- Patrick Adamson, Erzbischof von St Andrews († 1592)
- Philipp Galle, niederländischer Zeichner und Kupferstecher († 1612)
- James Hamilton, 3. Earl of Arran, schottischer Adeliger († 1609)
- Wigand Orth, deutscher Theologe und Philologe († 1566)

### Geboren um 1537
- Charles Brandon, 3. Duke of Suffolk, englischer Adeliger († 1551)

## Gestorben

### Todesdatum gesichert
- 06. Januar: Alessandro de’ Medici, Duca della città di Penna und Herzog von Florenz (* 1510)
- 10. Januar: Maria Xipaguazin Moctezuma, aztekische Prinzessin, Ehefrau eines spanischen Conquistadors
- 12. Januar: Lorenzo di Credi, florentinischer Maler und Bildhauer (* 1459)
- 02. Februar: Johann Carion, deutscher Astrologe, Mathematiker und Historiker (* 1499)
- 03. Februar: Thomas FitzGerald, 10. Earl of Kildare, irischer Peer und Rebellenführer (* 1513)
- 08. Februar: Otto von Pack, deutscher Verschwörer
- 08. Februar: Hieronymus Ämiliani, italienischer Humanist und Heiliger (* 1486)
- 21. Februar: Girolamo Accoramboni, italienischer Mediziner und Philosoph (* 1469)
- Februar: George de Athequa, letzter römisch-katholischer Bischof von Llandaff in Wales
- 25. März: Charles de Bourbon, Herzog von Vendôme  (* 1489)
- 24. Mai: Sophie von Brandenburg-Ansbach-Kulmbach, Herzogin von Liegnitz (* 1485)
- 02. Juni: Francis Bigod, englischer Adeliger und Aufständischer (* 1508)
- 09. Juni: Louis II. d’Orléans-Longueville, Pair und Großkammerherr von Frankreich, Herzog von Longueville (* 1510)
- 23. Juni: Pedro de Mendoza, spanischer Konquistador und Gründer der Kolonie Buenos Aires (* 1487)
- 30. Juni: Thomas Darcy, 1. Baron Darcy de Darcy, englischer Adeliger und Politiker (* um 1467)
- 01. Juli: Mauritius Ferber, Bischof von Ermland (* 1471)
- 07. Juli: Madeleine de Valois, Prinzessin von Frankreich und Königin von Schottland (* 1520)
- 12. Juli: Robert Aske, englischer Jurist, Anführer der katholischen Pilgerreise der Gnade (* 1500)
- 14. August: Peter Swyn, ein Anführer der Bauernrepublik Dithmarschen (* 1480)
- 24. September: Eberhard Ovelacker, deutscher Landsknechtsführer während der Grafenfehde
- 24. September: Jürgen Wullenwever, Bürgermeister der Hansestadt Lübeck (* 1492)
- 09. Oktober: Hans Cranach, deutscher Maler und Zeichner (* um 1513)
- 13. Oktober: Johann VII. von Schleinitz, Bischof von Meißen (* um 1470)
- 16. Oktober: Françoise de Foix, französische Adlige und Mätresse des französischen Königs Franz I. (* 1490/95)
- 20. Oktober: Sebastian von Diesbach, Schultheiss von Bern (* 1481)
- 24. Oktober: Jane Seymour, Königin von England und dritte Frau von Heinrich VIII. (* 1509)
- 31. Oktober: Thomas Howard, englischer Adeliger (* 1511)
- 09. November: Quirin op dem Veld von Willich, Weihbischof in Köln
- 21. November: Giovanni Piccolomini, Erzbischof von Siena (* 1475)
- 22. November: Pompeius Occo, deutsch-niederländischer Kaufmann, Bevollmächtigter des Bankhauses Fugger in Amsterdam (* um 1483)

### Genaues Todesdatum unbekannt
- Heinrich Brabender, deutscher Bildhauer (* um 1467)
- Thomas Fitzgerald, zehnter Graf von Kildare (* 1513)
- Thomas Murner, deutscher Schriftsteller und Theologe (* 1475)
- Henry Percy, sechster Graf von Northumberland (* 1502)